# Стодеревская (станция)
Стодере́вская — железнодорожная станция Минераловодского региона Северо-Кавказской железной дороги, находящаяся в близости от станицы Стодеревской Курского района Ставропольского края. На станции Стодеревская заканчивается электрифицированный участок железной дороги от станции Прохладная.
До 2014 года непрерывное пригородное сообщение отсутствовало только на участке от станции Стодеревская до станции Гудермес. На сегодняшний день оно значительно увеличилось от станции Прохладная до станции Хасавюрт.

## Движение поездов
20 августа 2014 года отменены из обращения пригородные поезда до станции Минеральные Воды. По состоянию на декабрь 2017 года пригородное сообщение по станции отсутствует.

### Дальнее следование
По состоянию на декабрь 2018 года по станции курсируют следующие поезда дальнего следования:
| Круглогодичное обращение поездов | Круглогодичное обращение поездов | Круглогодичное обращение поездов | Круглогодичное обращение поездов |
| № поезда                         | Маршрут движения                 | № поезда                         | Маршрут движения                 |
| -------------------------------- | -------------------------------- | -------------------------------- | -------------------------------- |
| 135                              | -                                | 136                              | Санкт-Петербург — Махачкала      |
| 381                              | -                                | 382                              | Москва — Грозный                 |
| 391                              | -                                | 392                              | Ростов-на-Дону — Баку            |